# Kef (província)
A província do Kef (em árabe: ولاية الكاف; em francês: gouvernorat du Kef), também chamada província de el Kef ou província de al-Kaf é uma província do interior noroeste da Tunísia.
- capital: El Kef
- área: 5 081 km²
- população: 258 790 habitantes (2004);[2] 255 600 (estimativa de 2013)[3]
- densidade: 50,9 hab./km² (2004)

| Delegação           | População em 2004 |
| ------------------- | ----------------- |
| Dahmani             | 30 749            |
| Djerissa            | 11 298            |
| Kalâat Khasbah      | 7 353             |
| Kalâat Snan         | 16 454            |
| Kef Leste           | 40 456            |
| Kef Oeste           | 29 951            |
| El Ksour            | 17 100            |
| Nebeur              | 28 328            |
| Sakiet Sidi Youssef | 20 527            |
| Sers                | 25 915            |
| Tajerouine          | 30 659            |